# シガレットマン
CIGARETTEMAN（シガレットマン）は、1993年6月に結成され少なくとも2000年まで活動していた日本のポップ・パンク・バンドである。
ギターボーカルのCHIKAKO、ギターボーカルHIROAKI、ベースMAKOTO、ドラムCHEWYにより、愛知県名古屋市で1993年頃に結成され少なくとも2000年まで活動していた。

## 概要
1993年の6月。名古屋にて結成。
96年にベーシストのMAKOTOに変わりSEIJIが参加。
(MAKOTOはその後JASON LEEを結成)
同年、活動拠点であった愛知県一宮から栃木の宇都宮へ移る。
公には、ドラマーのCHEWY脱退に伴い、HIROYUKIが参加となっているが
実は、同一人物なのではないか？との噂がある。詳細は不明
魚住夫妻(CHIKAKO、HIROAKI)の仕事の都合にて渡米。
2000年を最後にバンドは活動休止へ。
2012年現在もなお活動休止中。
元Husking Beeの平本レオナとSlime Ballの片山豊が始めたレーベル "BUZZTONE"からの第一弾として、デモ、カセット音源以外をサルベージしたアーカイブ盤「The Very Best Of Cigaretteman」を2006年1月15日リリースとの発表があったが2005年12月16日に発売中止と発表された。

## サウンド
ボーカル2人にはCHIKAKOとHIROAKIの男女混声をフィーチュアし、多くの楽曲でCHIKAKOがメインボーカルを務めHIROAKIはユニゾン、またはコーラスをしており(HIROAKIがメインボーカルを務める楽曲が一部あり)それがCIGARETTEMANの特色となっている。
影響を受けたバンドにJAWBREAKERやTILTが挙げられることが多く共通点も多いと考えられている。
1990年代は彼らのみならず、英詞で歌う日本のバンドが増えてきていた背景もあり、彼らの楽曲も全曲英詞で歌われている。
DISCOUNT、JohnCougarConcentrationCampなどアメリカのパンクバンドとともにスプリットシングルのリリースもあり、CIGARETTEMANは日本国内よりもアメリカのポップパンクシーンの中で知られていき、その後日本国内でも評価が高まっていった。
2005年に、「Very Best of Cigaretteman」というベスト・アルバム（CD）のリリースが発表された。
このベスト盤はバンドのデモ、カセット盤以外の楽曲19曲を収録することになっており発売は2006年1月15日とされていたがその後2005年12月にレーベルから発売中止のアナウンスが発表された。

## メンバー
- CHIKAKO(ちかこ) - ギター　ボーカル　女性
- HIROAKI(ひろあき) - ギター　ボーカル　男性
- MAKOTO (まこと) - ベース　男性 1996年頃脱退
- SEIJI(せいじ) - ベース　男性　オリジナルメンバーのMAKOTOが脱退後、後任としてベーシストを務める
- CHEWY - ドラム　男性 1996年頃脱退
- HIROYUKI(ひろゆき) - ドラム　男性　CHEWY脱退後、後任としてドラマーを務める

## ディスコグラフィー
以下に挙げた全楽曲は現在では非常に入手困難となっている。
《Albums》
A Piece Of Music Is Worth 1000 Words - Mini-Album Cassette

The Very Best Of Cigaretteman - CD (not yet released) 

《7inch》
Hiding 7" Single - Skippy Records (1995)

Cigaretteman/JCCC Split 7" Single (1997)

Cigaretteman/Discount Split 7" Single - Snuffy Smile Records (1997)

Girl 7" Single - Snuffy Smile Records (2000) 

《Compilations》
Punk Rock Super Heros CD - Skippy Records

A Short Story CD - Spice Of Life Records

Ultimate Slow Beats CD - Snuffy Smile Records

Bullshit Detector CD - Snuffy Smile Records

Not Superstitious 7" - Snuffy Smile Records

Who Killed Weasel 7" - Skippy Records

中京 Compilation 12" - Answer

生2 Video Compilation 1998-1999 - M's Theater 

## 現在
公式で解散を発表した、という記録は残ってはいないが、結婚したCHIKAKOとHIROAKIの海外出張と共に実質的には解散状態となっている。
活動再開のアナウンスは無いが活動停止から10年以上経過した現在でも日本国内外で活動再開を望む声が多くメジャーデビューせずに解散したバンドとしては非常に稀な存在とも言える。
フェイスブックなどのSNSでもコミュニティが存在し、世界中のファン同士の活発な情報交換が行われている模様。